# Cámara Corporativa

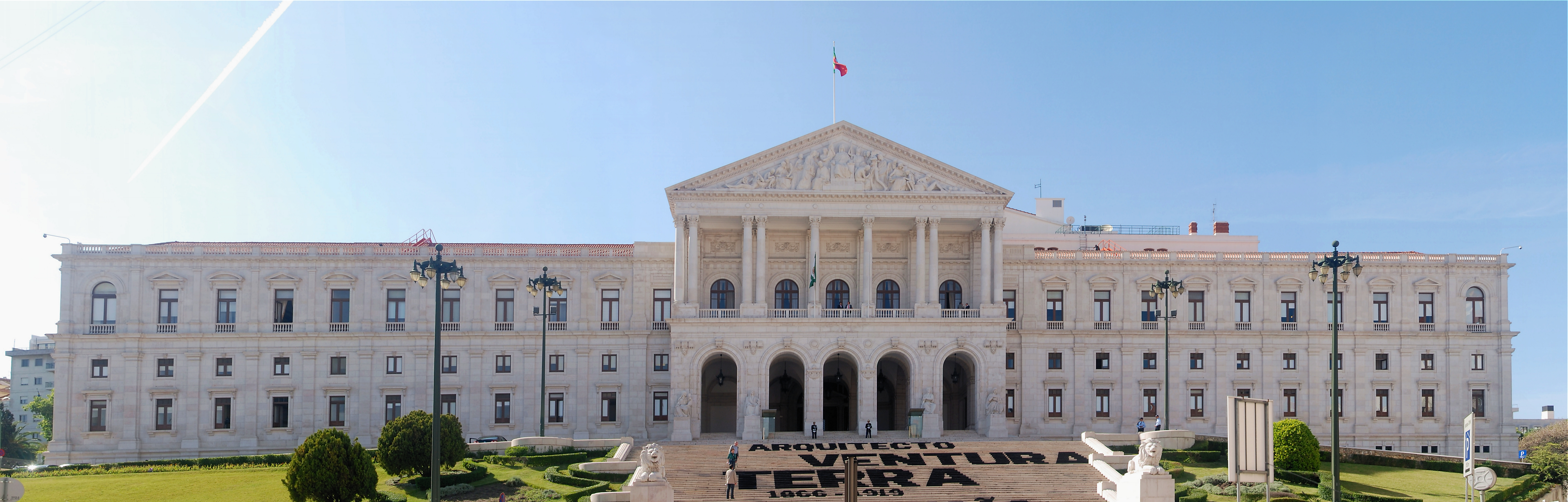
El Palacio de São Bento, sede de la Cámara Corporativa, que actualmente ocupa la Asamblea de la República de Portugal.

La Cámara Corporativa (en portugués: Câmara Corporativa) fue una de las dos cámaras parlamentarias en Portugal establecidas en virtud de la Constitución portuguesa de 1933, siendo la otra la Asamblea Nacional. A diferencia de la Asamblea Nacional elegida directamente, la Cámara Corporativa tenía un papel puramente consultivo, en lugar de legislativo.

## Historia
La creación de la Cámara Corporativa fue parte de la filosofía corporativista defendida por el Primer ministro António de Oliveira Salazar y adoptada por el Estado Novo. Su función era representar las diversas corporaciones económicas, culturales, sociales y de cualquier otro tipo.
La Cámara Corporativa se reunió en la antigua sede del Senado de Portugal en el Palacio de São Bento. Estaba compuesta por miembros elegidos por los distintos tipos de corporaciones portuguesas, que incluían:
- Provincias y Municipios;
- Universidades y escuelas;
- Sindicatos;
- Organizaciones económicas y empleadores;
- Organizaciones de bienestar social.

## Presidentes de la Cámara Corporativa
| N.º | Imagen | Nombre                       | Periodo | Periodo | Partido                                           |
| --- | ------ | ---------------------------- | ------- | ------- | ------------------------------------------------- |
| 1   |        | Eduardo Augusto Marques      | 1935    | 1944    | União Nacional                                    |
| 2   |        | Domingos Fezas Vital         | 1944    | 1946    | União Nacional                                    |
| 3   |        | José Gabriel Pinto Coelho    | 1946    | 1949    | União Nacional                                    |
| 4   |        | Marcelo Caetano              | 1949    | 1955    | União Nacional                                    |
| 5   |        | João Pinto da Costa Leite    | 1955    | 1957    | União Nacional                                    |
| 6   |        | Luís Supico Pinto            | 1957    | 1973    | União Nacional desde 1970 Acción Nacional Popular |
| 7   |        | Mário Júlio de Almeida Costa | 1973    | 1974    | Acción Nacional Popular                           |